# Seznam kulturních památek ve Sněžném (okres Žďár nad Sázavou)
Tento seznam nemovitých kulturních památek v městysi Sněžné v okrese Žďár nad Sázavou vychází z  Ústředního seznamu kulturních památek ČR, který na základě zákona č. 20/1987 Sb., o státní památkové péči, vede Národní památkový ústav jako ústřední organizace státní památkové péče. Údaje jsou průběžně upřesňovány, přesto mohou obsahovat i řadu věcných a formálních chyb a nepřesností či být neaktuální. 
Pokud byly některé části dotčeného území vyčleněny do samostatných seznamů, měly by být odkazy na tyto dílčí seznamy uvedeny v úvodu tohoto seznamu nebo v úvodu příslušné sekce seznamu.

## Sněžné
|  |  | Hledat fotografie a kategorie ve Wikimedia Commons podle rejstříkového čísla památky | Nahrát snímek k tomuto tématu do úložiště Wikimedia Commons |  |

|  |  | Hledat fotografie a kategorie ve Wikimedia Commons podle rejstříkového čísla památky | Nahrát snímek k tomuto tématu do úložiště Wikimedia Commons |  |

|  | Kategorie „Rectory in Sněžné “ na Wikimedia Commons | Hledat fotografie a kategorie ve Wikimedia Commons podle rejstříkového čísla památky | Nahrát snímek k tomuto tématu do úložiště Wikimedia Commons |  |

|  | Kategorie „Church of Holy Cross (Sněžné) “ na Wikimedia Commons | Hledat fotografie a kategorie ve Wikimedia Commons podle rejstříkového čísla památky | Nahrát snímek k tomuto tématu do úložiště Wikimedia Commons |  |

|  | Kategorie „Rychta Sněžné “ na Wikimedia Commons | Hledat fotografie a kategorie ve Wikimedia Commons podle rejstříkového čísla památky | Nahrát snímek k tomuto tématu do úložiště Wikimedia Commons |  |

|  | Kategorie „Evangelical church (Sněžné) “ na Wikimedia Commons | Hledat fotografie a kategorie ve Wikimedia Commons podle rejstříkového čísla památky | Nahrát snímek k tomuto tématu do úložiště Wikimedia Commons |  |

## Blatiny
| Památka                     | Fotografie        | Rejstříkové číslo v ÚSKP                                                             | Sídelní útvar                                               | Poloha                                                                                    | Popis a poznámky                                                  |
| --------------------------- | ----------------- | ------------------------------------------------------------------------------------ | ----------------------------------------------------------- | ----------------------------------------------------------------------------------------- | ----------------------------------------------------------------- |
| Usedlost čp. 26 (Q33522161) | \| \| \| \| \| \| | 35773/7-3935 Pam. katalog MIS                                                        | Blatiny                                                     | Blatiny 26, po pravé straně cesty ve směru na Milov 49°39′13,55″ s. š., 16°5′30,93″ v. d. | Venkovská usedlost · Zapsáno do státního seznamu před rokem 1988. |
|                             |                   | Hledat fotografie a kategorie ve Wikimedia Commons podle rejstříkového čísla památky | Nahrát snímek k tomuto tématu do úložiště Wikimedia Commons |                                                                                           |                                                                   |

## Krátká
|  |  | Hledat fotografie a kategorie ve Wikimedia Commons podle rejstříkového čísla památky | Nahrát snímek k tomuto tématu do úložiště Wikimedia Commons |  |

|  |  | Hledat fotografie a kategorie ve Wikimedia Commons podle rejstříkového čísla památky | Nahrát snímek k tomuto tématu do úložiště Wikimedia Commons |  |

|  |  | Hledat fotografie a kategorie ve Wikimedia Commons podle rejstříkového čísla památky | Nahrát snímek k tomuto tématu do úložiště Wikimedia Commons |  |

|  |  | Hledat fotografie a kategorie ve Wikimedia Commons podle rejstříkového čísla památky | Nahrát snímek k tomuto tématu do úložiště Wikimedia Commons |  |

|  |  | Hledat fotografie a kategorie ve Wikimedia Commons podle rejstříkového čísla památky | Nahrát snímek k tomuto tématu do úložiště Wikimedia Commons |  |

|  |  | Hledat fotografie a kategorie ve Wikimedia Commons podle rejstříkového čísla památky | Nahrát snímek k tomuto tématu do úložiště Wikimedia Commons |  |

|  |  | Hledat fotografie a kategorie ve Wikimedia Commons podle rejstříkového čísla památky | Nahrát snímek k tomuto tématu do úložiště Wikimedia Commons |  |

## Milovy
| Památka               | Fotografie        | Rejstříkové číslo v ÚSKP                                                             | Sídelní útvar                                               | Poloha                                        | Popis a poznámky                                         |
| --------------------- | ----------------- | ------------------------------------------------------------------------------------ | ----------------------------------------------------------- | --------------------------------------------- | -------------------------------------------------------- |
| Železárna (Q37820656) | \| \| \| \| \| \| | 41783/7-4214 Pam. katalog MIS                                                        | Milovy                                                      | Milovy 1 49°40′0,92″ s. š., 16°5′37,94″ v. d. | Železárna · Zapsáno do státního seznamu před rokem 1988. |
|                       |                   | Hledat fotografie a kategorie ve Wikimedia Commons podle rejstříkového čísla památky | Nahrát snímek k tomuto tématu do úložiště Wikimedia Commons |                                               |                                                          |

## Samotín
| Památka                | Fotografie                                             | Rejstříkové číslo v ÚSKP                                                             | Sídelní útvar                                               | Poloha                                                                                          | Popis a poznámky                                             |
| ---------------------- | ------------------------------------------------------ | ------------------------------------------------------------------------------------ | ----------------------------------------------------------- | ----------------------------------------------------------------------------------------------- | ------------------------------------------------------------ |
| Dům čp. 23 (Q33317391) | \| \| \| \| \| \|                                      | 27544/7-4149 Pam. katalog MIS                                                        | Samotín                                                     | Samotín 23, při rozcestí cest do Blatin, Krátké a Samotína 49°38′47,8″ s. š., 16°4′37,62″ v. d. | Venkovský dům · Zapsáno do státního seznamu před rokem 1988. |
|                        | Kategorie „Dům čp. 23 (Samotín) “ na Wikimedia Commons | Hledat fotografie a kategorie ve Wikimedia Commons podle rejstříkového čísla památky | Nahrát snímek k tomuto tématu do úložiště Wikimedia Commons |                                                                                                 |                                                              |

## Vříšť
|  |  | Hledat fotografie a kategorie ve Wikimedia Commons podle rejstříkového čísla památky | Nahrát snímek k tomuto tématu do úložiště Wikimedia Commons |  |

|  |  | Hledat fotografie a kategorie ve Wikimedia Commons podle rejstříkového čísla památky | Nahrát snímek k tomuto tématu do úložiště Wikimedia Commons |  |